# وی‌ال‌ام ایرلاینز
وی‌ال‌ام ایرلاینز (به انگلیسی: VLM Airlines) یک شرکت هواپیمایی با کد یاتا VG است که در تاریخ ۱۹۹۲ میلادی تأسیس شده است.
دفتر مرکزی وی‌ال‌ام ایرلاینز در آنتورپ، بلژیک واقع شده‌است و به ۸ مقصد، پرواز مستقیم انجام می‌دهد.

## مقصدهای پروازی
بلژیک
- آنتورپ - فرودگاه بین‌المللی آنتورپ پایگاه اصلی

آلمان
- هامبورگ - فرودگاه هامبورگ

جزیره ایرلند
- واترفورد - فرودگاه واترفورد پایگاه اصلی

هلند
- رتردام - فرودگاه روتردام دی‌هیگ پایگاه اصلی

بریتانیا
- بیرمنگام - فرودگاه بیرمنگام
- لندن - فرودگاه لوتن لندن
- ساوت‌همپتون - فرودگاه ساوت‌همپتون

سوئیس
- ژنو - فرودگاه بین‌المللی ژنو